# Fernando Eduardo Carita
Pour les articles homonymes, voir Carita (homonymie).
Fernando Eduardo Carita (né le 27 mai 1961 à Nisa, et mort le 22 juin 2013) est un poète et professeur portugais.

## Œuvres
- A obscura espiritualidade da matéria, Lisbonne (1988)
- A salvação pelo vazio - Le Salut par le vide (2005)
- A casa, o caminho - La Maison, le Chemin (2008)